# Piotr Milewski (dziennikarz)
Piotr Milewski (ur. 11 lipca 1964 w Skierniewicach) – polski pisarz, poeta, wokalista i dziennikarz.

## Życiorys
Urodził się w Skierniewicach, wychował na warszawskim Czerniakowie. Jego ojciec Tadeusz był inżynierem, a matka Hanna – dziennikarką telewizyjną. Ukończył II Liceum Ogólnokształcące im. Stefana Batorego w Warszawie, maturę zdał w 1983 roku. W tym okresie działał w środowisku punkowym jako wokalista zespołu Przełom. Zespół wystąpił na I Przeglądzie Nowofalowych Grup Rockowych w Toruniu w 1980 roku. Po studiach prawniczych na Uniwersytecie Warszawskim (praca magisterska: Związek Syndykalistów Polskich 1939–1945) wyjechał do Nowego Jorku (1989).

## Kariera dziennikarska
Od 1992 do 2018 roku był amerykańskim korespondentem Radia Zet. W 2013 roku uzyskał nominację do nagrody MediaTory w kategorii Torpeda. Pracował również jako dziennikarz nowojorskiego „Nowego Dziennika” (1992–2012), gdzie był reporterem, recenzentem i redaktorem dodatku kulturalnego „Cały ten zgiełk”. Był także amerykańskim korespondentem: Teleekspresu (1996–1998), Tygodnika Powszechnego (2001–2005), TVN24 (2001–2010), Wprost (2010–2012). Od 2012 roku jest korespondentem tygodnika „Newsweek Polska” w USA. Opublikował tam ponad 2000 reportaży, wywiadów, analiz i komentarzy, w tym rozmowy z Paulem Austerem, Zbigniewem Brzezińskim, Stephenem Kingiem, George’em R.R. Martinem i Johnnym Rottenem. Współpracował także z wieloma redakcjami, m.in. „Gazetą Bankową”, „Press”, „Przekrojem”, „Sukcesem”, „Gazetą Wyborczą”, „Galą”, „Panią”, Onetem, „Voyage”, „Zwierciadłem”.

## Twórczość literacka
W latach 1980–1988 organizował happeningi, koncerty i wieczory autorskie. Debiutował poetycko w miesięczniku „Poezja” w 1984 roku.
Rok później wydał poza oficjalnym obiegiem zbiór wierszy PUNK. Jeden z jego utworów Krotex wykonywał Kazik Staszewski.
Publikował także w „Nowym Dzienniku” (1991–2012) oraz uczestniczył w projektach artystycznych grup: ABC No Rio, Bowery Poetry Club, Brooklyn Working Arts Coalition. Prozatorskim debiutem była powieść Rok nie wyrok (2008), oparta na doświadczeniach z terapii odwykowej. Krytyk Łukasz Orbitowski pisał: „Atak na słowo momentami jest kapitalny...”. Rok później ukazał się zbiór opowiadań Szkice glanem (2009), o którym Jarosław Czechowicz pisał, że to „książka wulgarna, prowokacyjna i krzykliwa”, ale też „konkretny i namacalny dowód na to, że w słowach kryje się potęga”.
W 2015 opublikował powieść Z cukru był król, nominowaną do Nagrody Literackiej im. Cypriana Kamila Norwida. Piotr Bratkowski pisał: „W Z cukru był król dekada Gierka niejako sama opowiada o sobie własnym językiem...”

## Publikacje książkowe
- Rok nie wyrok, Niebieska Studnia, 2008 – Książka Zimy 2007/2008 Poznańskiego Przeglądu Nowości Wydawniczych[13]
- O Kubie – opowiadanie w antologii Zaraz wracam, Centrum Kultury Zamek, 2008
- Szkice glanem, Niebieska Studnia, 2009
- Z cukru był król, Kosmos Kosmos, 2015 – nominacja do Nagrody Literackiej im. Norwida[14]